# Jean-Pierre Giordani
Pour les articles homonymes, voir Giordani.
Jean-Pierre Giordani est un footballeur français né le 31 mai 1946 à Zalana (Haute-Corse). Il a évolué comme avant au SC Bastia. Il a été finaliste de la Coupe de France avec ce club en 1972. 1,75 m pour 71 kg.

## Carrière de joueur
- 1968-1970: GFC Ajaccio
- 1970-1975: SÉC Bastia
- 1975-1978: Olympique avignonnais

## Palmarès
- Finaliste de la Coupe de France 1972 avec le SC Bastia

## Source
- Col., Football 74, Les Cahiers de l'Équipe, 1973, cf. p. 78.